# Bundesstraße 471
De Bundesstraße 471 (afkorting: B471) is een 78 kilometer lange bundesstraße in de Duitse deelstaat Beieren.

## Verloop
De B471 begint bij de afrit Inning am Ammersee aan de A96 bij loopt door Grafrath, Fürstenfeldbruck, Dachau Garching bei München, Ismaning Aschheim, Feldkirchen, Haar,  Hohenbrunn naar de aansluiting Taufkirchen-Ost waar ze eindigt op de A8.

## Routebeschrijving
De B471 begint in afrit Inning am Ammersee aan de A96 en loopt noordwaarts via Grafrath, de weg kruist de Amper, passeert Schöngeising met een rondweg, en komt door Fürstenfeldbruck waar bij afrit Fürstenfeldbruck-Süd de B2 kruist de B2 de B471. De B471 loopt nu verder  langs het noordoosten van Fürstenfeldbruck en Olching naar de afrit Dachau/Fürstenfeldbruck waar ze de A8 kruist en loopt eveneens als dppr Dachau waar bij afrit Dachau-Süd de B304 aansluit. De B471 loopt in noordoostelijke richting langs Dachau loopt. Dan kruist ze bij afrit Oberschleißheim de A92 de weg loopt door Oberschleißheim en langs Garching bei München  waar ze de B13 en bij afrit Garching-Süd de A9 kruist. De B471 loopt langs Ismaning waar bij afrit Ismaning de B388 aansluit en sluit bij afrit Aschheim/Ismaning aan op de A99.en loopt ook verder naar het zuiden. De B471 komt door Aschheim, Feldkirchen Haar waar men de B304 kruist en loopt nog door Putzbrunn, dan kruist men bij afrit Hohenbrunn de A99. Vanaf hier loopt de weg door Hohenbrunn, en sluit bij de afrit Taufkirchen-Ost aan op de A8.

## Geschiedenis
De B471 werd in de jaren '60 gecreëerd. Het eerste deel was tussen Inning en Garching, later werd ook het oostelijke deel als B471 genummerd. In de jaren '60 was de B471 de enige mogelijkheid om rond München te rijden. In de jaren '70 verviel het belang van het oostelijk deel door de openstelling van de A99. Het duurde echter nog tot 1998 voordat de A99 aan de noordzijde van München gereed was en de extreem drukke en onveilige B471 rond Dachau ontlast werd. Met de openstelling van de A99 langs de westzijde van München in 2005 en 2006 verviel ook het doorgaande belang van de B471 vanuit het westen vanaf de A96. In 2015 is de aansluiting op de A99 verplaatst, waardoor de B471 niet meer direct toegang geeft naar de Autobahn op dit punt.

## Verkeersintensiteiten
In 2010 reden dagelijks 13.000 tot 15.000 voertuigen tussen Inning am Ammersee en Fürstenfeldbrück, stijgend naar 32.000 voertuigen ten westen van de A8 en 10.000 tot 16.000 voertuigen langs Dachau. In Oberschleißheim rijden 24.000 voertuigen, en 21.000 voertuigen in Ismaning. De rest van de route is met 8.000 tot 12.000 voertuigen rustiger.
B2 · B2a · B2R · B3 · B4 · B4R · B8 · B10 · B11 · B12 · B13 · B13n · B14 · B15 · B15n · B16 · B17 · B18 · B19 · B20 · B21 · B22 · B23 · B25 · B26 · B26a · B27 · B28 · B28a · B29 · B30 · B31 · B31a · B32 · B33 · B33a · B34 · B35 · B36 · B37 · B38 · B38a · B39 · B44 · B45 · B47 · B85 · B89 · B131n · B173 · B276 · B278 · B279 · B285 · B286 · B287 · B289 · B290 · B291 · B292 · B293 · B294 · B295 · B296 · B297 · B298 · B299 · B300 · B301 · B302 · B303 · B304 · B305 · B306 · B307 · B308 · B309 · B310 · B311 · B312 · B313 · B314 · B315 · B316 · B317 · B318 · B319 · B340 · B378 · B388 · B415 · B425 · B426 · B462 · B463 · B464 · B465 · B466 · B467 · B468 · B469 · B470 · B471 · B472 · B491 · B492 · B500 · B505 · B512 · B523 · B532 · B533 · B535 · B588 · B999